# Mjasnikjan
Mjasnikjan – wieś w Armenii, w prowincji Armawir. W 2011 roku liczyła 4036 mieszkańców.